# 泥棒家族
『泥棒家族』（どろぼうかぞく）は、2000年12月20日、2001年4月11日、4月18日に日本テレビで放送された、単発スペシャルのテレビドラマ。

## 概要
- 祖父・父が泥棒、母が元女性警官という、泥棒家族の日常を描いたコメディ作品。
- 大森寿美男が脚本を担当した第1弾（2000年12月20日）は、第19回（2000年度）向田邦子賞を受賞[1]。
- 2001年に放映された第2弾は、4月11日、4月18日の、1時間枠2回に分けられて放映された。

## 出演
- 戸野島久作（祖父）:津川雅彦
- 戸野島洋介（父）：舘ひろし
- 戸野島奈津子（母）：南果歩（第1弾）、大塚寧々（第2弾）
- 戸野島光彦（息子）:長谷川純（第1弾）、勝地涼（第2弾）

## 放映リスト

### 第1弾
- サブタイトル:「見ないと盗むぞ!由緒正しい泥棒一家の愛と笑いのホームコメディ・必見!盗みの手口教えます」
- 放送日:2000年12月20日

#### ゲスト
- 畑山辰巳:寺脇康文
- 柴田理恵、キムラ緑子、梅宮辰夫、加藤茶、藤井隆、盛内愛子　ほか

### 第2弾

#### 前編
- サブタイトル:「好評登場 女泥棒に愛の手口をレッスン」
- 放送日:2001年4月11日

##### ゲスト
- 長谷川典子（女泥棒）:ともさかりえ
- 借金取り:雨上がり決死隊

#### 後編
- サブタイトル:「好評登場 病院暮らし! 元刑事と説教強盗の戦い」
- 放送日:2001年4月18日

##### ゲスト
- 南町署の女性警官:中山忍
- 看護師:さとう珠緒
- 医師:笑福亭笑瓶
- 病院荒らし:上島竜兵
- リストラされたサラリーマン:蛭子能収
- 救急隊員:ロンドンブーツ1号2号（『新宿暴走救急隊』よりゲスト出演）
- 山下緑郎:伊藤幸純
- 辻香緒里

## スタッフ
- 制作：光和インターナショナル、日本テレビ放送網
- 製作・著作:光和インターナショナル
- 企画：鈴木光
- 脚本：大森寿美男（第1弾）、神田貴幸（第2弾）
- 監督：原隆仁
- プロデューサー：櫨山裕子、山本勉、長沼誠、藤田義則
- 制作協力：日活撮影所